# Mutter Heimat ruft!

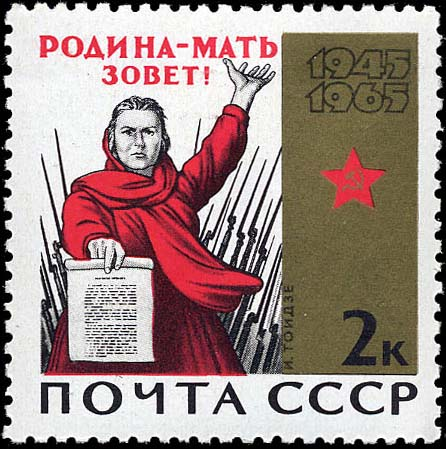
Rodina-mat sowjot! (Abbildung des Plakats von Toidse auf einer sowjetischen Briefmarke)

Mutter Heimat ruft! (russisch Родина-мать зовёт! Rodina-mat sowjot!, wiss. Transliteration Rodina-mat' zovët!)  ist ein sowjetisches Propagandaplakat des georgisch-sowjetischen Künstlers Irakli Toidse von 1941. Es gilt als das bekannteste politische Plakat in der Sowjetunion zu Beginn des Deutsch-Sowjetischen Krieges.

## Beschreibung
Die Darstellung von Frauen veränderte sich in der stalinistischen Propaganda mit Beginn des als Großer vaterländischer Krieg genannten Deutsch-Sowjetischer Kriegs. Zwei Kategorien sollten das nationalheldische Potenzial von Frauen als Gegenstück zum männlichen Heroentum beschreiben: das reinherzige idealistische martialische Mädchen und die Figur der Mutter als Allegorie für die russisch-sowjetische Heimat. Das Vorbild für die Figur der «Mutter Heimat» war ein Bürgerkriegsplakat von Dmitri Moor.
Ein frühes Beispiel ist das Plakat Mutter Heimat ruft! von 1941. Es zeigt eine mütterliche, ganz in rot gekleidete Frau mit ernstem Gesichtsausdruck, die vor einem Hintergrund aus zweireihig aufragenden Bajonetten steht, wobei ihr Körper die Träger der Waffen verdeckt. In ihrer rechten Hand hält sie den sowjetischen Fahneneid (Wojennaja prissjaga; russisch Военная присяга, wiss. Transliteration Voennaja prisjaga) aus dem Jahr 1939, mit der anderen weist sie auf Soldaten im Hintergrund, die sich auf den Betrachter zubewegen.

## Abgebildeter Text des sowjetischen Fahneneides von 1939 (Wojennaja prissjaga)

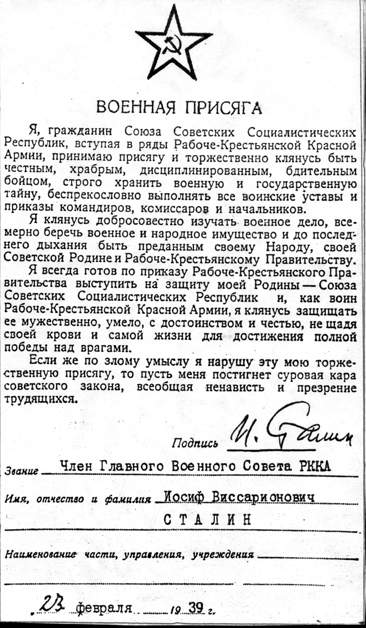
Militärischer Eid der Sowjetunion (Wojennaja prissjaga), unterzeichnet von J. Stalin am 23. Februar 1939

«Я, гражданин Союза Советских Социалистических Республик, вступая в ряды Рабоче-крестьянской Красной Армии, принимаю присягу и торжественно клянусь быть честным, храбрым, дисциплинированным, бдительным бойцом, строго хранить военную и государственную тайну, беспрекословно выполнять все воинские уставы и приказы командиров и начальников.
Я клянусь добросовестно изучать военное дело, всемерно беречь военное и народное имущество и до последнего дыхания быть преданным своему Народу, своей Советской Родине и Рабоче-крестьянскому Правительству.
Я всегда готов по приказу Рабоче-крестьянского Правительства выступить на защиту моей Родины — Союза Советских Социалистических Республик и, как воин Рабоче-крестьянской Красной Армии, я клянусь защищать её мужественно, умело, с достоинством и честью, не щадя своей крови и самой жизни для достижения полной победы над врагами.
Если же по злому умыслу я нарушу эту мою присягу, то пусть меня постигнет суровая кара советского закона, всеобщая ненависть и презрение трудящихся»

„Ich, Bürger der Union der Sozialistischen Sowjetrepubliken, trete in die Reihen der Roten Armee, der Armee der Arbeiter und Bauern ein. Ich schwöre, ein ehrlicher, mutiger, disziplinierter, wachsamer Kämpfer zu sein, alle Militär- und Staatsgeheimnisse streng zu wahren und widerspruchslos alle militärischen Anweisungen und Befehle von Kommandeuren und Vorgesetzten auszuführen.
Ich schwöre, die Kriegsführung gewissenhaft zu studieren, militärisches und öffentliches Eigentum zu schützen und bis zum letzten Atemzug meinem Volk, meiner sowjetischen Heimat und der Arbeiter- und Bauernregierung treu zu dienen.
Ich bin immer bereit, auf Befehl der Arbeiter- und Bauernregierung mein Vaterland, die Union der Sozialistischen Sowjetrepubliken, zu verteidigen. Als Soldat der Roten Armee, der Armee der Arbeiter und Bauern, schwöre ich, dieses mit Mut, Geschick, Würde und Ehre zu verteidigen und mein Blut und selbst mein Leben bis zum vollständigen Sieg über die Feinde nicht zu schonen.
Wenn ich in böswilliger Absicht diesen Eid breche, dann möge mich die strengste Bestrafung durch das Sowjetgesetz, der Haß und die Verachtung der Werktätigen treffen.“

Der Fahneneid der Nationalen Volksarmee der DDR lehnte sich in seiner Formulierung an diesen Eid an.